# Óscar Arias Suárez
Óscar Luis Arias Suárez (Kassel, Alemania, 5 de enero de 1966), conocido como Óscar Arias, es un exfutbolista español que jugaba de centrocampista. Ejercía de director deportivo del Cádiz C. F.

## Trayectoria
Fue jugador profesional del R. C. Recreativo de Huelva, en Segunda División B, de la S. D. Compostela, con el que ascendió a Primera División, del Deportivo Alavés, de la U. E. Lleida, del Real Sporting de Gijón y, nuevamente, del Recreativo, donde pasó a formar parte de la estructura técnica del club al término de la temporada 2001-02, cuando puso fin a su carrera como futbolista profesional.
Desde 2002 ocupó la dirección de la Fundación del Recreativo y coordinó la cantera onubense. Tras el fallecimiento del que era director deportivo, José Rivera, en la temporada 2003-04, asumió el cargo en la campaña 2004-05, dos años antes del último ascenso del Recreativo a Primera División. Bajo su dirección, el Recreativo ha permanecido, por primera vez en su historia, tres temporadas consecutivas en la máxima categoría. Posteriormente, ocupó el mismo cargo en la U. D. Las Palmas entre 2009 y 2011.
En 2013 pasó a ocupar el cargo de responsable de fútbol de élite en la secretaría técnica del Sevilla F. C.. El 21 de abril de 2017 fue nombrado director deportivo de la entidad en sustitución de Monchi, función que ejerció durante un año. El 10 de septiembre de 2018 fue contratado como director deportivo del Cádiz C. F.

## Clubes
| Club                       | País   | Año       |
| -------------------------- | ------ | --------- |
| Ayamonte C. F.             | España | 1988-1989 |
| C. D. Fuengirola           | España | 1989-1990 |
| R. C. Recreativo de Huelva | España | 1990-1993 |
| S. D. Compostela           | España | 1993-1995 |
| Deportivo Alavés           | España | 1995-1996 |
| U. E. Lleida               | España | 1996-1998 |
| Real Sporting de Gijón     | España | 1998-2000 |
| R. C. Recreativo de Huelva | España | 2000-2002 |